# هیسانوری اوگاوا
هیسانوری اوگاوا (ژاپنی: 小川 久範؛ زادهٔ ۲۲ مهٔ ۱۹۸۴) یک بازیکن فوتبال اهل ژاپن است.
از باشگاه‌هایی که در آن بازی کرده‌است می‌توان به باشگاه فوتبال آویسپا فوکوئوکا اشاره کرد.